# 阿诗玛 (音乐剧)
《阿诗玛》是一出根据云南彝族撒尼人长诗《阿诗玛》改编的音乐剧，截止2017年是21世纪以来唯一一部《阿诗玛》的改编版本:19，音乐剧创作历时六年，由云南大德智文化传媒有限公司联合杭州剧院推出，于2015年9月9日在杭州首演，1月24日回到《阿诗玛》的家乡昆明正式展演，是杭州剧院的第四部原创音乐剧。《阿诗玛》音乐剧是“首届国家艺术基金重点资助项目”，也是唯一一个由民营企业出品的项目。音乐剧的总编导为上海戏剧学院教授卢昂，编剧由卢昂、马达担任。

## 剧情
剧情上，音乐剧《阿诗玛》对长诗做了很大的改编，人物形象、内容主题都有颠覆性的改动，梗概如下：
热布巴拉家世代忠诚守护阿着底，阿着底人十分尊敬热布巴拉老爷。阿支与阿诗玛从小一起长大，阿支深爱着阿诗玛。流浪歌手阿黑是一名孤儿，由传教士抚养长大。阿黑来到阿着底后点燃了阿诗玛向往外面世界的心，二者陷入爱河。热布巴拉为了帮助儿子阿支夺回阿诗玛，用尽手段拆散阿诗玛与阿黑，逼迫阿黑与阿诗玛永远分离，阿黑离开后阿诗玛却始终不肯嫁给阿支。阿支为了阿诗玛的幸福刺瞎自己的眼睛，恳求热布巴拉放过阿诗玛，但热布巴拉不予理会。阿支用神箭刺破天空引发山洪，为阿诗玛创造了逃离阿着底的机会。阿诗玛却坚守自己要等阿黑回来的承诺，阿支在洪水中继续守护阿诗玛。最后洪水淹没了阿着底，阿诗玛与阿支化作一座座山峰。阿黑回到阿着底，守护着这里:27。

## 批评
《阿诗玛》音乐剧摆脱了十七年文学时期将长诗改编为“阶级斗争”故事的主题，却又是一部商业性很强的作品，糅合了西方文化观念，撒尼人的神与西方的神被放置在同一舞台“群神乱舞”，脱离了撒尼民族文化，受到一定批评:28,38,55。例如音乐剧中三处提到“爱神”，而彝族撒尼人或其他彝族支系的神灵谱系里均无“爱神”这一神灵，阿支在剧中的一句独白“阿诗玛，阿着底最美的姑娘，爱神早已经把我的心射伤”极似罗马神话的爱神丘比特:39。《阿诗玛》音乐剧中的创世神话既没有借鉴电影《阿诗玛》糅合《阿细的先基》，也没有采取来自《尼迷诗》或其他彝族创世史诗的内容，而是创造性的用“神的意志创造世界万物”的方式表述创世神话部分，极似《旧约圣经》中的上帝耶和华:42。音乐剧中的“对歌”情节，出现了玉溪高古楼、芒市遮放贡米、文山三七、宣威火腿、江川大头鱼等物产，所对的并非撒尼人的地方知识，而是借机扩大云南地区名胜物产的知名度和影响力:74。学者谭婷认为，音乐剧《阿诗玛》已经不是撒尼人的《阿诗玛》了，而是利用经典文学作品在大众心中的熟悉度来“创造”的一部同名音乐剧:54。